# Bithynia prespensis
Bithynia prespensis is een slakkensoort uit de familie van de Bithyniidae. De wetenschappelijke naam van de soort is voor het eerst geldig gepubliceerd in 1963 door Hadzisce.